# AGMK 스타디움
AGMK 스타디움(우즈베크어: AGMK stadioni)은 우즈베키스탄의 타슈켄트주 올말리크에 위치한 경기장으로, AGMK의 홈구장이다. 12,000명을 수용할 수 있다.